# Strijkkwartet nr. 13 (Holmboe)
Vagn Holmboe voltooide zijn Strijkkwartet nr. 13 in 1975. Het is een van de meer dan twintig strijkkwartetten die Holmboe zou schrijven.
Holmboe schreef dit werk in vijf delen en beweegt zich ondanks die indeling langzaam voorwaarts aldus het boekwerkje bij de opname van Dacapo Records. Het begint met een langzaam teder, maar onrustig deel (Andante tenero) met verschillende ritmes, die stabiel worden in een Poco allegro. Het tweede deel (Allegro) is melodischer van opzet en grijpt terug op het eerste deel. Het trage derde deel (Poco adagio) is net als deel een en twee symmetrisch van opzet en wordt en sourdine gespeeld. Het eveneens trage vierde deel (Andante tranquillo) vloeit via een solo in de altvioolstem naar een fortissimo climax, maar wordt afgesloten met een coda met een solostem in de eerste viool. Het vijfde deel (Finale: Allegro) klinkt gehaast, omdat Holmboe de lange lijn hier steeds laat onderbreken door rusten in alle partijen. Het gehele werk ademt de sfeer van een strijkkwartet van Béla Bartók.
Het werk is opgedragen aan de biograaf van Holmboe’s leven Paul Rapoport. Het Scandinavisch Strijkkwartet mocht het werk in première geven op 20 augustus 1976. Holmboe schreef na dit strijkkwartet direct zijn volgende strijkkwartet, nummer 14.
Strijkkwartet nr. 1 · Strijkkwartet nr. 2 · Strijkkwartet nr. 3 · Strijkkwartet nr. 4 · Strijkkwartet nr. 5 · Strijkkwartet nr. 6 · Strijkkwartet nr. 7 · Strijkkwartet nr. 8 · Strijkkwartet nr. 9 · Strijkkwartet nr. 10 · Strijkkwartet nr. 11 · Strijkkwartet nr. 12 · Strijkkwartet nr. 13 · Strijkkwartet nr. 14 · Strijkkwartet nr. 15 · Strijkkwartet nr. 16 · Strijkkwartet nr. 17 · Strijkkwartet nr. 18 · Strijkkwartet nr. 19 · Strijkkwartet nr. 20
Ongenummerd: Sværm · Quartetto sereno